# Asta Gröting

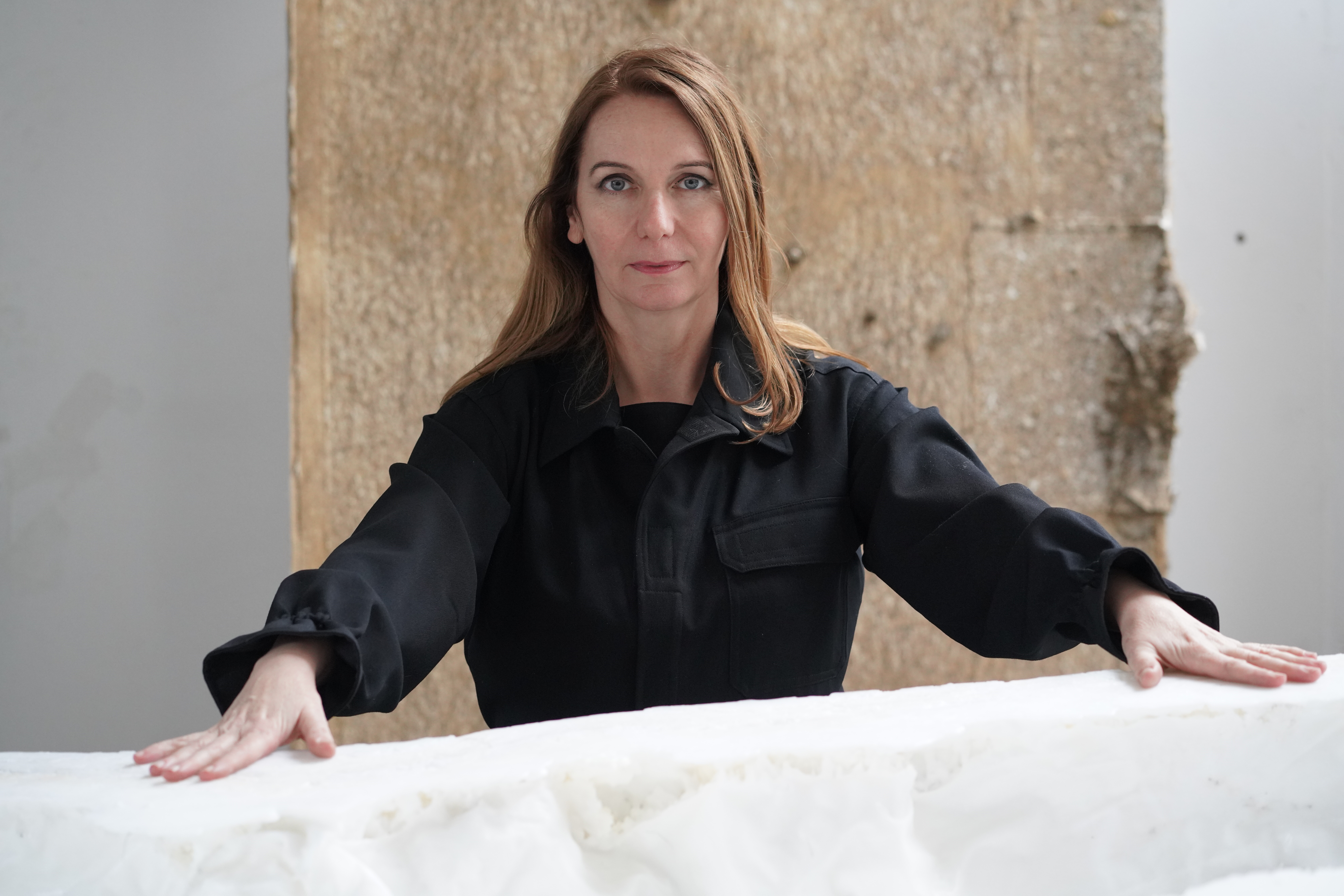
Asta Gröting (2018)

Asta Gröting (* 1961 in Herford) ist eine deutsche Künstlerin. Sie arbeitet mit Video, Performance, Bildhauerei und Zeichnung.

## Leben
Gröting studierte von 1981 bis 1987 Bildhauerei an der Staatlichen Kunstakademie Düsseldorf. Von 1996 bis 1997 war sie als Gastprofessorin an der Kunsthochschule Valand der Universität Göteborg, an der Gesamthochschule Kassel und an der Städelschule in Frankfurt am Main tätig. Von 1997 bis 2003 war sie Professorin für Bildhauerei an der Akademie der Bildenden Künste in München. Seit 2009 lehrt sie an der Hochschule für Bildende Künste Braunschweig.
Gröting lebt in Berlin.

## Werke (Auswahl)
Gröting befasst sich hauptsächlich mit bildhauerischen Arbeiten, sie arbeitet aber auch mit Video und Performance. Seit 1993 produzierte Gröting Film- und Videoarbeiten, die sich vor allem mit der Beziehung zwischen Menschen und Tieren auseinandersetzen.
Für den Werkkomplex Berlin Fassaden (2016–2018), formte Gröting Fassaden öffentlicher Gebäude, die im Zweiten Weltkrieg beschädigt worden waren, in Silikon ab. Die Negativabdrücke zeichnen die Spuren von Einschusslöchern in Fassaden auf, die noch nicht renoviert wurden. Die Silikonabformungen zeigen nicht nur die architektonische Struktur der Gebäude, sondern sie bringen auch die Tiefe der Einschusslöcher an die Oberfläche mit Staub, Schmutz und Graffiti.

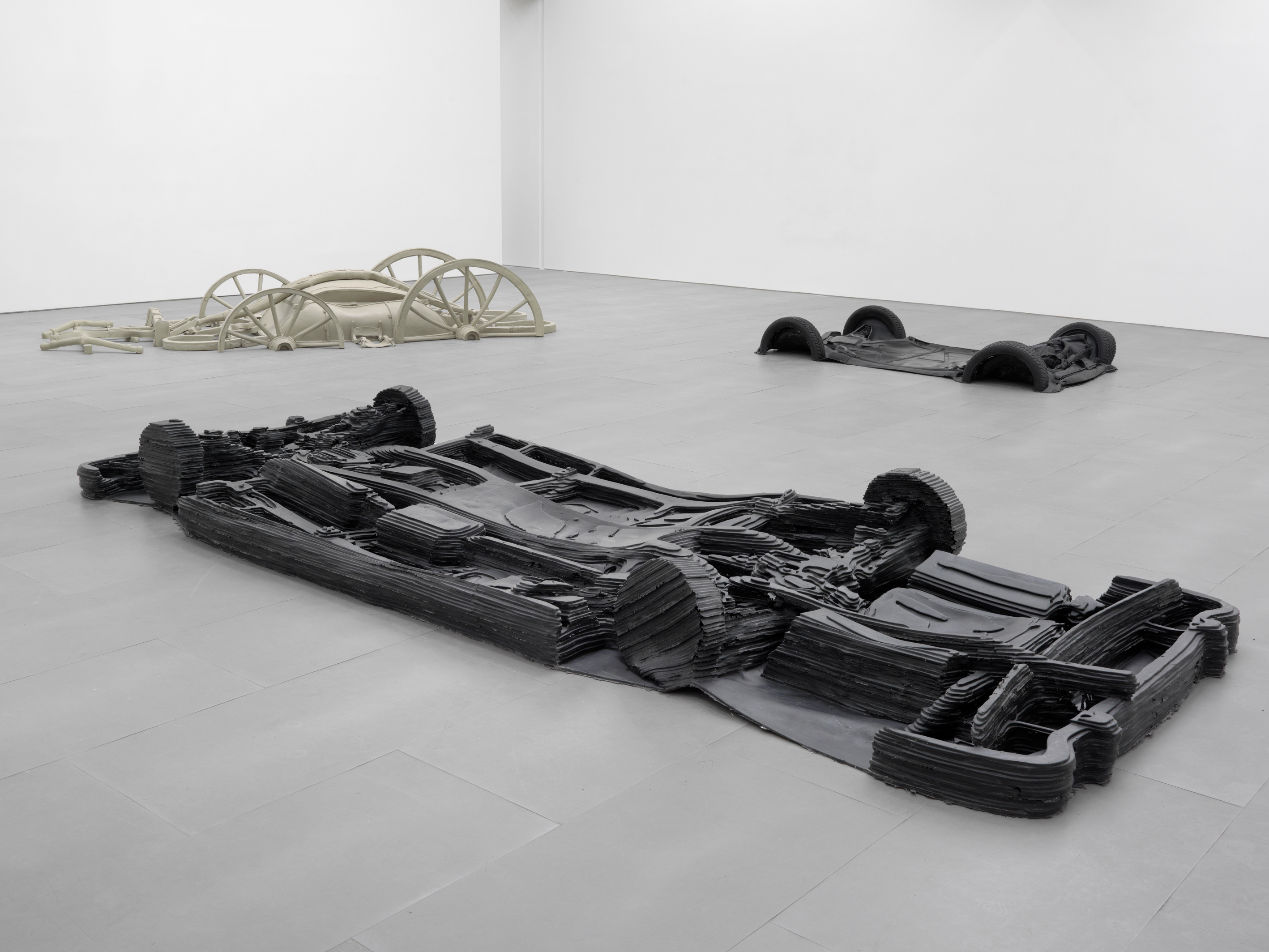
„Goethes Reisekutsche, Adenauers Mercedes und mein smart“

In Goethes Reisekutsche, Adenauers Mercedes und mein smart (2012) setzt sich Gröting mit Formen handwerklicher und mechanischer Produktion und deren Übergängen in digitalisierte Arbeitsschritte auseinander. Sie fasst hier drei Karosserien aus drei Jahrhunderten als Skulpturen neu.
The Inner Voice (1993–2016) ist ein Werkkomplex mit Bauchrednern weltweit. Die jeweiligen Bauchredner führten mit einer von der Künstlerin geschaffenen Puppe Gespräche über Freundschaft, Selbsterkenntnis, Altern, Liebe oder Tod. Das Drehbuch für dieses Projekt stammt von der Künstlerin, manchmal in Zusammenarbeit mit anderen Autoren, wie Deborah Levy und Tim Etchells.

## Ausstellungen (Auswahl)
- 1990 The Readymade Boomerang, 8. Biennale Sydney;
- 1991 Umwandlungen, Museum of Contemporary Art, Seoul
- 1992 Périls et Colères, capc Musée d'art contemporain Entrepôt, Bordeaux
- 1994 22. Biennale von São Paulo
- 1995 Ars 95, Museum of Contemporary Art, Finnish National Gallery Helsinki
- 1998 The Dreamcatchers, La Biennale de Montréal '98, Centre International d’Art Contemporain de Montréal
- 1999 Leiblicher Logos, Osaka Nationalmuseum
- 2000 Video as a Female Terrain, Steirischer Herbst, Landesmuseum Joanneum, Graz
- 2001 Arbeit Essen Angst, Kokerei Zollverein, Essen 2000
- 2004 Biennale of Sydney, Sydney
- 2006 The Inner Voice, Marta Herford
- 2008 The Immediate Touch: German, Austrian, and Swiss Drawings from St. Louis Collections, Saint Louis Art Museum, USA
- 2014 The International Biennial of Contemporary Art of Cartagena, Cartagena de Indias, Bogotá
- 2016 Common Ground, The Moscow State Vadim Sidur Museum, Moskau
- 2016 The Withdrawal of the Red Army, Northern Norway Art Museum, Tromsø
- 2017 Das Gesicht. Eine Spurensuche, Deutsches Hygiene-Museum, Dresden
- 2017 This is a Voice, Maas Museum, Sydney
- 2017 Das Auto in der Kunst seit 100 Jahren, Kunsthalle Emden, Emden
- 2019 Sculptures infinies, Palais des Beaux Arts, Paris
- 2019 Kleinplastik Triennale, Fellbach
- 2020 Infinite Sculpture. From the Antique Cast to the 3D Scan, Museu Calouste Gulbenkian, Lisbon, Portugal
- 2020 Zurück in die Gegenwart – neue Werke, neue Perspektiven – die Sammlung von 1945 bis heute (permanent exhibition), Städel Museum, Frankfurt
- 2021 Landliebe – Kunst und Landwirtschaft, Bündner Kunstmuseum, Chur
- 2021 How Long Is Now?, The Israel Museum, Jerusalem, Jerusalem, Israel
- 2021 Scratching The Surface, Hamburger Bahnhof, Museum für Gegenwart, Berlin
- 2021 Angespannte Zustände, Staatsgalerie Stuttgart, Stuttgart
- 2022 Grow – der Baum in der Kunst, Belvedere, Wien
- 2022 Perspektiven einer Sammlung, Marta Herford, Herford
- 2022 Alles aus Glas. Grenzbereiche des Skulpturalen, Kunstmuseum Ahlen, Ahlen
- 2022 City Limits, Kunsthalle Düsseldorf, Düsseldorf
- 2022 What Can Today’s Architecture Do for You?, Neue Nationalgalerie, Berlin
- 2022 Das Gehirn, Bundeskunsthalle, Bonn
- 2023 n.b.k. Video-Forum | Fensterprojektionen, Goethe-Institut Montreal, Montreal
- 2023 Asta Gröting. Das Wesen von x – Gerhard-Altenbourg-Preis 2023, Lindenau-Museum Altenburg im Prinzenpalais des Residenzschlosses Altenburg, Altenburg
- 2023 Kill The Light, Akademie der Künste, Berlin
- 2023 (Wahl-)Familie. Die, die wir sind, Kunstmuseum Ravensburg, Ravensburg
- 2023 Der König ist tot, lang lebe die Königin, Museum Frieder Burda, Baden-Baden
- 2023 Scale: Sculpture (1945–2000), Fundación Juan March, Madrid
- 2024 Wild! Kinder – Träume – Tiere – Kunst, Kunsthalle Bremen, Bremen

## Preise
- 1988: Stiftung Kunstfonds
- 1989: Schmidt-Rottluff-Stipendium
- 1991: Förderpreis für Bildende Kunst des Landes Nordrhein-Westfalen
- 1994: Otto-Dix-Preis, Gera
- 1996: Preis der Bayerischen Landesbank International S.A.
- 2023: Gerhard-Altenbourg-Preis des Lindenau-Museums Altenburg[5]